# 山傑·李拉·班沙里
山傑·李拉·班沙里（英語：Sanjay Leela Bhansali，1963年2月24日—），印度男导演、編劇和製片人。他主要活跃于宝莱坞电影界，曾四度獲得印度國家電影獎和十個印度電影觀眾獎殊榮。2015年，印度政府給予其莲花士勋章以表揚他在電影界的貢獻。
他作為导演的出道作品《Khamoshi: The Musical》在1996年榮獲印度電影觀眾獎的影評人最佳電影。班沙里之後多次起用宝莱坞巨星艾西瓦娅·雷、薩爾曼·汗、沙·魯克·罕、瑪都麗·荻西特等人拍摄了《何日君能知我心》和《胭脂淚》。這兩部電影均大獲好評並成為宝莱坞经典电影。
他之后拍摄了《Black》、《莎華麗雅》、《Guzaarish》。班沙里其他受欢迎的电影包括《Goliyon Ki Raasleela Ram-Leela》、《帝国双璧》和《帕德瑪瓦特》。